# Монастираки (дем Места)
Монастираки със старо име Решит бей (на гръцки: Μοναστηράκι, на катаревуса: Μοναστηράκιον, Монастиракион, до 1928 година Ρεσήτ Βέη, Ресит Вей) е село в Гърция, дем Места (Нестос), административна област Източна Македония и Тракия. 

## География
Селото е разположено североизточно от Керамоти, на 2 m надморска височина,  в равнинна местност, част от долното поречие на Места. Целият район представлява малък полуостров, създаден за от наносите на Места, който се врязва на около километър в Бяло море.

## История
В 1913 година селото попада в Гърция след Междусъюзническата война. Според статистика от 1913 година има население от 140 души. Според преброяването от 1928 година селото е чисто бежанско селище с 46 семейства със 119 души.
През 50-те години селото е преместено на югоизток, по-близо до Керамоти (Кереметли).
Според преброяването от 2001 година има 408 жители, а според преброяването от 2011 година има 230 жители.
| Година    | 1913 | 1920 | 1928 | 1940 | 1951 | 1961 | 1971 | 1981 | 1991 | 2001 | 2011 | 2021 |
| --------- | ---- | ---- | ---- | ---- | ---- | ---- | ---- | ---- | ---- | ---- | ---- | ---- |
| Население | 140  | 154  | 286  | 386  | 0    | 426  | 265  | 281  | 259  | 408  | 230  | 163  |